# 北京路 (越秀区)
北京路是中國廣東省广州市越秀区一條集文化、娱乐、商業于一体的街道，是廣州市有史以來最繁华的商業中心，日均人流量约35万人次。北京路北起广卫路，南到沿江中路，全长1,500多米。

## 歷史

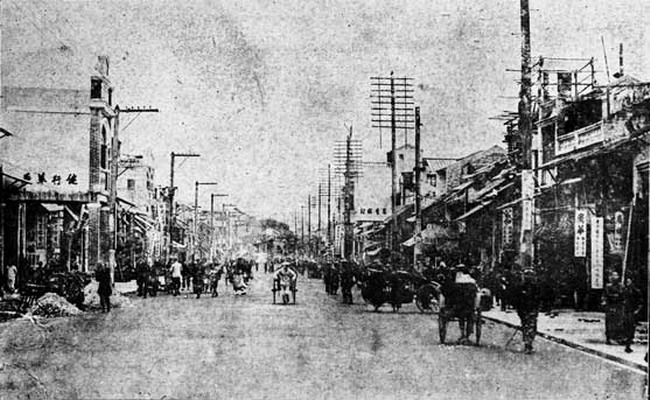
1920年扩建後的永汉路

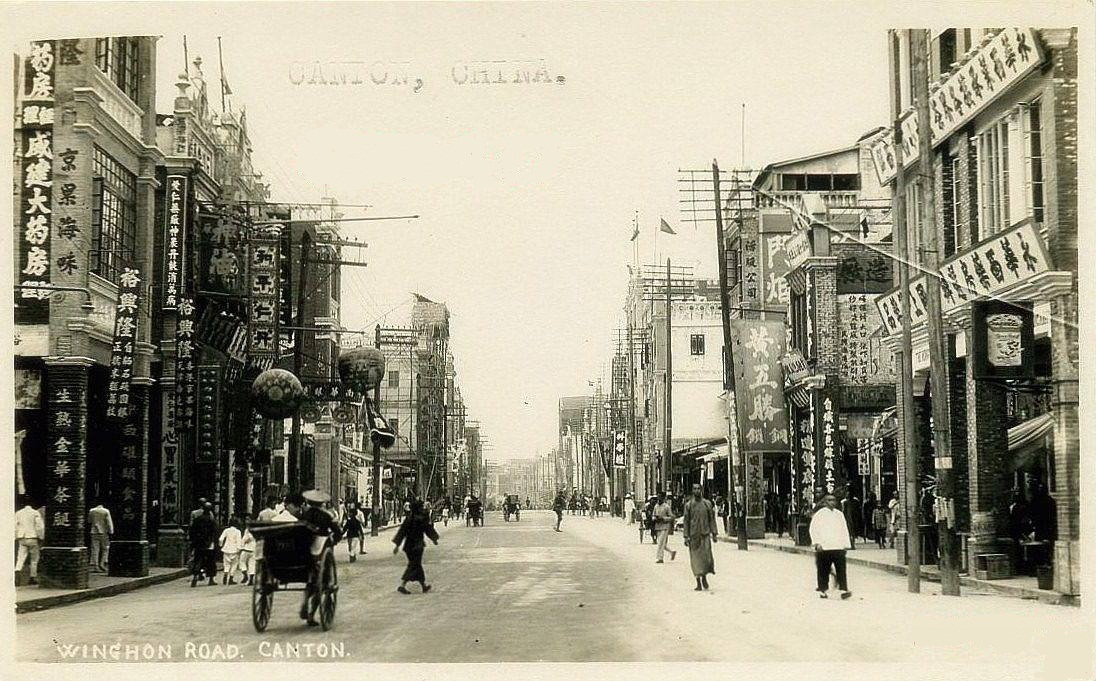
民國時期的永漢路

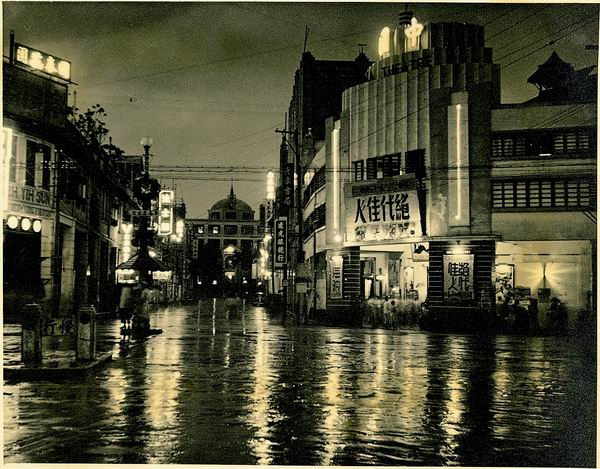
1950年代初期的永汉路，与中山五路交汇处，尽头为现广东财政厅旧址

旧时的北京路，是广州大南门（今北京路、大南路口）内外的一条南北向主要街道。宋代灭南汉后，拆南城墙，将南城沿至江边，建“双阙”。1156年，广州向南扩建。1244年，建双门楼，从此北京路中段被称作双门底，渐成为商业区。清代时，今北京路由北至南依次为承宣直街、双门底、雄镇直街、永清街，以卖书坊、古董市、花市为著名。明清时期，双门安放了长壶滴漏，周边百姓通过它安排祭祀活动。清雍正年间，现北京路与沿江路交汇的珠江边，是天字码头的所在地，为清代時是專為迎送官員而設，附近的接官亭正是當時迎接官員的地點。
中华民国九年（1920年），广州拆城墙开路，将此路改名为“永汉路”（国民政府使用粤音英文名），取的是清朝已灭，把南街名“永清”变为“永汉”之意。1936年，曾任國民政府首任立法院長的胡漢民去世後，又胡本身乃廣州人，為紀念之，永汉路更名為“漢民路”。1949年10月中国共产党夺取广州後恢復原稱。1966年文化大革命期间被当局改名为“北京路”，寓意广州人民拥护党中央，向往首都北京之意。至今沒有恢復舊名。

### 文化

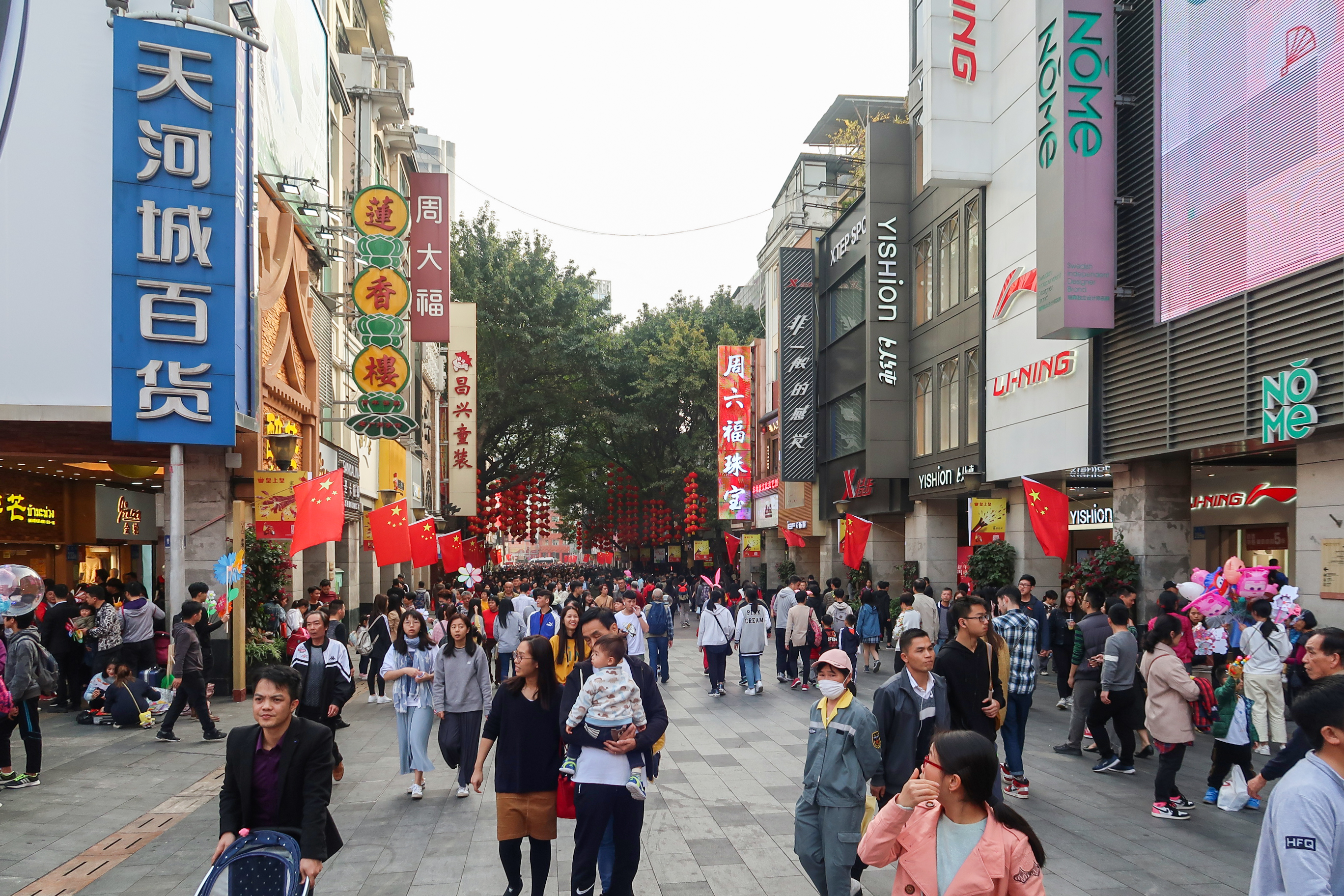
北京路步行街（2019年）

北京路从清代起已有壁鱼堂、汲古堂等书店和曾宗周朱墨店、刘中山笔店，這一带还聚有大量刻书坊。

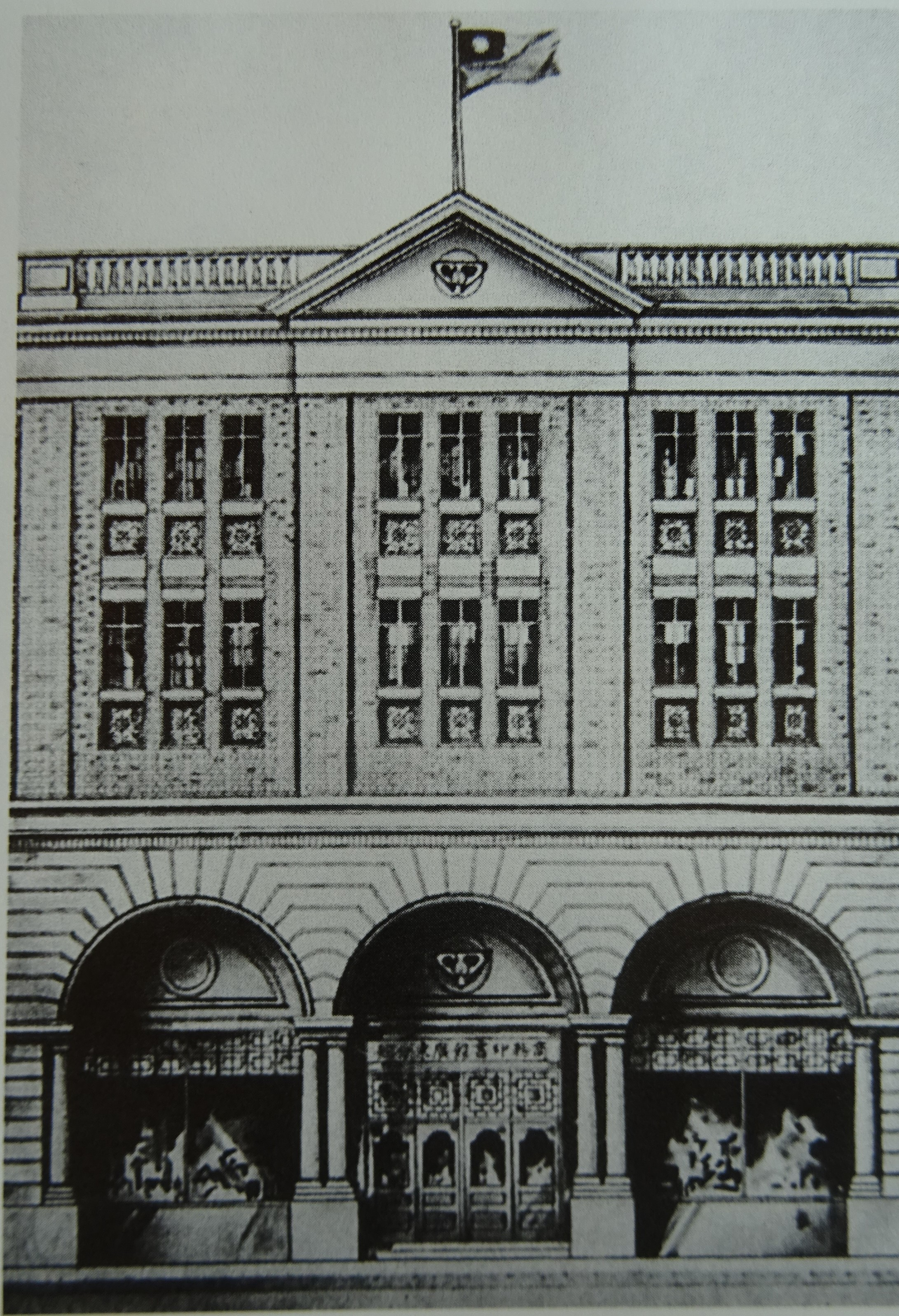
商務印書館廣州分館外貌

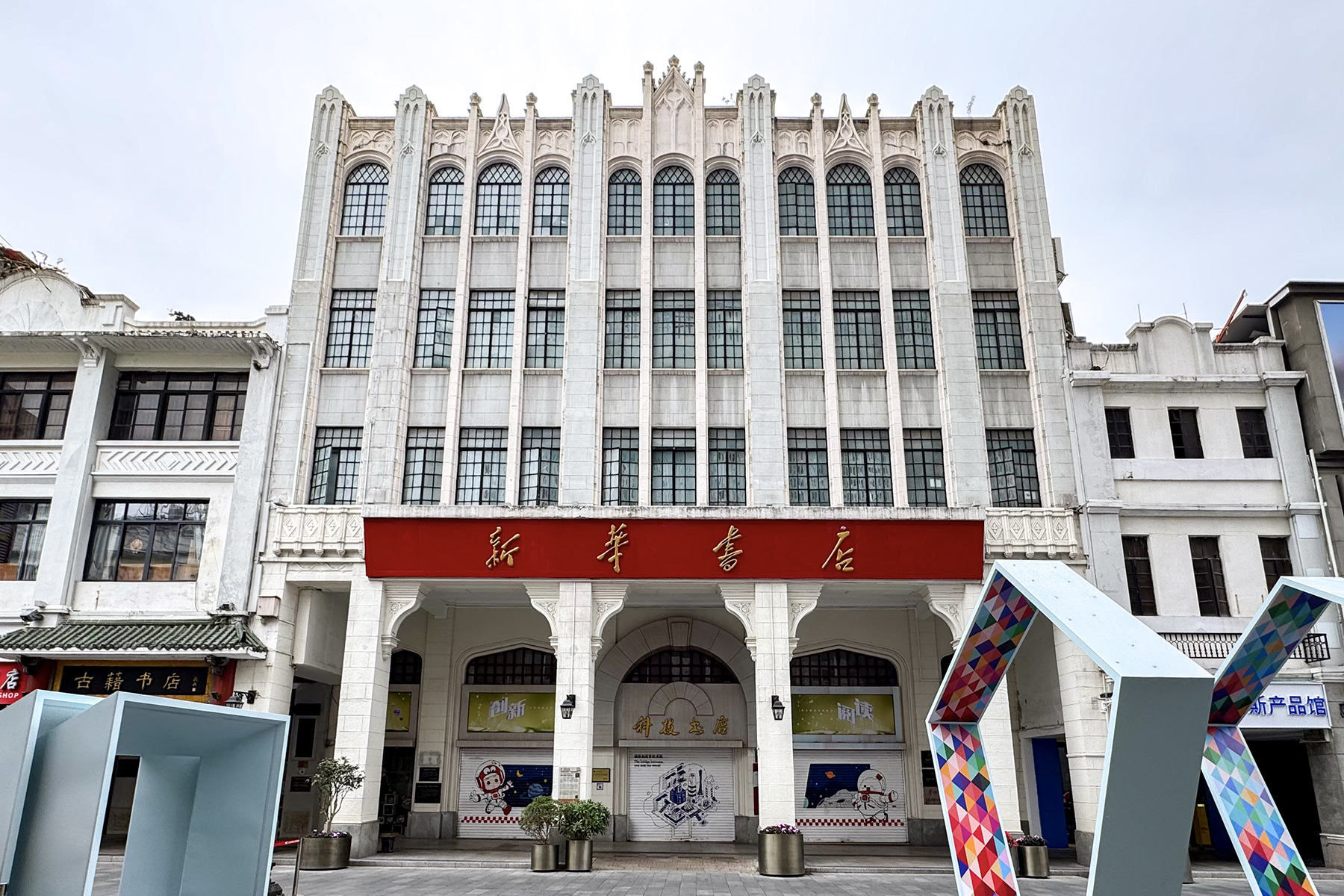
广州新华书店总店，原商务印书馆广州分馆

从1907年1月上海的商务印书馆在永汉北路创办分馆开始，就不断有新的书局、书店在这里设立。1912年冬，上海的中华书局在永汉北路设立分局（今聯合書店）。1921年，以出版教科书和文化教育用书为主的上海世界书局在惠爱路昌兴街设分局，后又在永汉北路设立分局。1924年，上海民智书局在永汉北路设立分局，广益书局，会文堂书局，锦章书局等大型出版机构也先后在永汉北路设立分局。在陳濟棠主粤的1920-1930年代，广州市区基本形成以永汉北路、文德北路、光复中路、十八甫等为中心的出版发行集中地。
现在北京路上有两间琴行、六间书店，分别是有着建于1952年的新华书店、建于1954年的儿童书店、科技书店、聯合書店、古籍书店、教材书店和外文书店。北京路附近还有文具用品店三多轩和古玩店集雅斋。
在北京路範圍同時有其他文物古迹，包括：南越国木构水闸遗址、明朝大佛寺、明朝城隍庙、明清大南门遗址、清代庐江书院、广州起义纪念馆等，正在发掘的古迹有：秦番禺城遗址、秦汉造船工场遗址、西汉南越国宫署遗址、唐清海军楼遗址等。

### 千年古道
2002年7月，北京路的北段出土了自唐代直到民国时期共五朝的十一層路面，而南段则发掘出宋代至明清时期共5层的拱北楼建筑基址。出土的文物包括大量石條、牆磚，以及宋代拱北樓基址、明代拱北樓抱鼓石。遺跡現用玻璃覆蓋，原地保留。
2016年8月，北京路文化旅游区列为国家4A级旅游景区，亦是广东省首家全开放、全免费的国家4A级旅游景区。

## 商业步行街
1997年2月，北京路正式开通为双休日步行街，逢双休日实施只允许公共汽车行驶的准步行。从1998年到2001年期间，北京路逢节假日实施所有车辆均不能行驶的全步行；2002年元旦起，北京路正式实施全日制步行。北京路是百年老店和广州老字号商铺的集中地，店铺众多，规模大，经营样式齐全，各类商铺卖场，以及酒楼、餐饮食肆、文化娱乐场所和银行等总计超过五百家。沿街商铺以经营服装、百货、鞋类、餐饮、珠宝为主，现有时装、皮具专卖店近300多家，服装、鞋业、精品、百货等综合商场20多家。广州市最早的肉菜市场——禺山市场亦位于北京路上。现代化的大百货公司则有建于20世纪40年代的新大新百货公司，广州百货公司、银座、五月花商业广场等大商店。2008年，天河城百货还进驻了早前新的名盛广场，令附近的商业变得更加兴旺。

## 饮食
北京路的饮食消费层次非常之多，从低价的小吃店、快餐店到高档的餐厅，应有尽有，餐饮种类亦丰富多样，有古色古香的广州地道西关美食，有全国各地风味菜品，有越南、意大利、法国等特色西餐料理，有回转寿司、铁板烧等日本料理，此外还有韩国菜、印度菜以及东南亚美食等等。新式食肆主要集中在光明广场，临近的惠福东路在2010年起也大力发展饮食，临街食肆林立。
北京路的老字号餐厅有聚宝乳鸽、太平館餐廳、银记肠粉等。北京南还有很多消费水平比较低的小食店，里面的雲吞麵、牛腩粉、鱼蛋粉、拉肠也非常有特色，街边更有烧烤店营业。

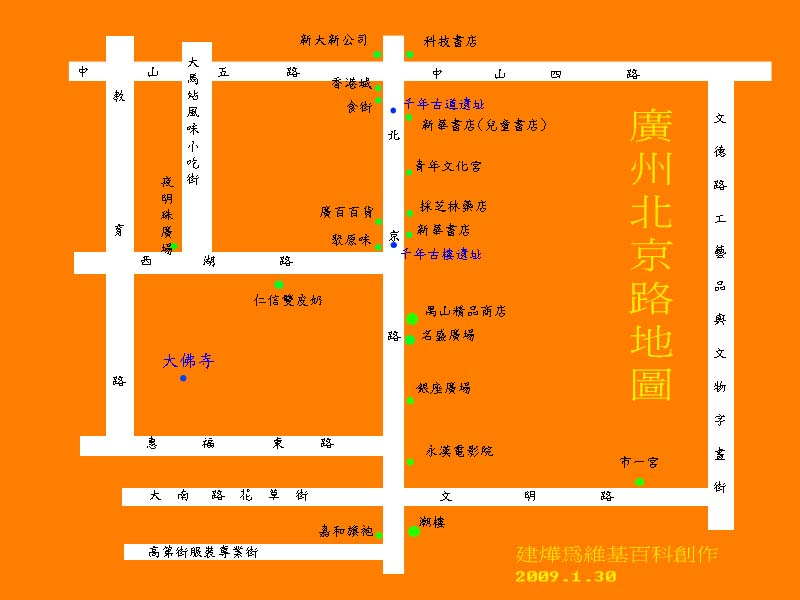
北京路簡明地圖

## 娱乐
北京路拥有两间电影院，分别是青年文化宫电影院和永汉电影院，也邻近市一宫电影院和星汇电影院以及五月花电影院。都处于北京路辐射地段。

## 路內設施
- 联合书店（原中华书局）
- 陈李济药厂
- 太平馆西餐厅、永汉电影院
- 原关以舟建筑师事务所（門牌370號）[15]等

## 公共交通
- █1号线、█2号线：公园前站
- █6号线：北京路站

均在鄰近北京路位置設有出口。